# Kergrist

Kergrist este o comună în departamentul Morbihan, Franța. În 1 ianuarie 2022 avea o populație de 713 de locuitori.